# Mariusz Dembiński
Mariusz Dembiński (zm. 19 lipca 2022) – polski pedagog, dr hab.

## Życiorys
10 grudnia 2002 obronił pracę doktorską Rytuały nauczycieli w procesie lekcyjnym. Na przykładzie nauczycieli historii w szkołach średnich, 16 listopada 2016 habilitował się na podstawie pracy zatytułowanej Pedagogiczne tworzenie istoty ludzkiej. Został zatrudniony na stanowisku adiunkta w Zakładzie Metodologii Nauk o Edukacji na Wydziale Studiów Edukacyjnych Uniwersytetu im. Adama Mickiewicza w Poznaniu.
Był profesorem uczelni w Zakładzie Nauk o Edukacji na Wydziale Pedagogiczno-Artystycznym w Kaliszu Uniwersytetu im. Adama Mickiewicza w Poznaniu i członkiem Rady Dyscypliny Naukowej - Pedagogiki Uniwersytetu im. Adama Mickiewicza w Poznaniu.